# Leptopus emicans
Leptopus emicans là một loài thực vật có hoa trong họ Diệp hạ châu. Loài này được (Dunn) Pojark. mô tả khoa học đầu tiên năm 1960.